# عشق و دوستی (فیلم)
عشق و دوستی نام اولین فیلم بلند افغان در تاریخ سینمای افغانستان می باشد. این فیلم در سال ۱۳۲۴  به گارگردانی رشید لطیفی ساخته شد.

## سناریو
در فیلم یک جنرال ارتشی و یک شاعر جوان که هر دو طی سال های زیاد با هم دویگر دوست هستند عاشق یک دختر می شوند.